# Norman McLaren
Norman McLaren (11. dubna 1914 Stirling – 27. ledna 1987 Montréal) byl filmový režisér a animátor skotského původu.
Absolvoval Glasgow School of Art, od roku 1933 vytvářel vlastní animované filmy ovlivněné estetikou sovětské avantgardy. John Grierson ho zaměstnal v GPO Film Unit, mj. byl ve Španělsku jako kameraman filmu Obrana Madridu, který režíroval Ivor Montagu. V roce 1939 odjel do New Yorku, kde pracoval pro Guggenheimovo muzeum a od roku 1941 vedl animátorskou sekci veřejnoprávní organizace National Film Board of Canada. Za druhé světové války vytvářel propagandistické filmy pro kanadskou vládu (V jako Vítězství, 1941), v poválečném období experimentoval s novými technikami jako kresba na filmový pás nebo pixilace (animace živých bytostí pomocí rozfázovaných fotografií), kterou využil ve filmu Sousedi (1952), podobenství o nesmyslnosti pohraničních konfliktů, oceněném Oscarem. Za film Pohádka o jedné židli (1957) s hudebním doprovodem Raviho Šankara obdržel filmovou cenu Britské akademie. Sám sebe si zahrál v krátkometrážní komedii Zahajovací proslov Normana McLarena (1960).
Zabýval se také propojením vizuální složky s moderní artificiální hudbou v průkopnických filmech Kánon (1964), Pas de deux (1968) a Synchromy (1971). McLaren také působil jako učitel filmu v Číně a v Indii ve službách UNESCO. Byl mu udělen Řád Kanady, Národní řád Québecu, Molsonova cena a čestný doktorát na Concordia University, za celoživotní dílo dostal cenu Annie a zvláštní uznání na záhřebském Animafestu, jeho filmy byly zařazeny do programu Paměť světa. V montréalské čtvrti Saint-Laurent, kde žil a pracoval, je podle něj pojmenován volební obvod Norman McLaren.
Žil v dlouhodobém partnerském vztahu s producentem Guyem Gloverem.